# 宿毛市立宿毛小学校
宿毛市立宿毛小学校（すくもしりつ すくもしょうがっこう）は、高知県宿毛市桜町にある公立小学校。
土佐藩の家老、伊賀氏固が天保2年（1831年）に領内で設立した郷学校「講授館」まで遡る歴史を有する。2006年現在、児童数は449名。
なお学校の敷地は、かつて野中兼山が土佐藩で失脚し没した後、一族が幽閉されていた地に当たり、校内には記念碑が立つ。

## 沿革
- 1831年（天保2年） - 宿毛領主の伊賀氏固が郷学校「講授館」を設立する。
- 1863年（文久3年） - 「文館」に改称。
- 1867年（慶応3年） - 「日新館」に改称。
- 1870年（明治3年） - 日新館が藩校として復興。
- 1872年（明治5年）10月 - 学制施行に伴い藩校を廃止。
- 1873年（明治6年）7月 - 日新館跡地に、幡多郡第33区立学校日新学舎を設置。
- 1874年（明治7年）2月 - 宿毛小学校と改称。
- 1878年（明治11年） - 宿毛村立宿毛小学校に改称。
- 1887年（明治20年） - 幡多郡第三高等小学校を併設。
- 1892年（明治25年）4月 - 幡多郡第三高等小学校を、宿毛高等小学校に改称。
- 1894年（明治29年） - 宿毛村立宿毛尋常高等小学校に改称。
- 1899年（明治32年） - 幡多郡宿毛村の町制施行に伴い、宿毛町立宿毛尋常小学校に改称。
- 1917年（大正6年）7月 - 小深浦尋常小学校・大島尋常小学校を合併、分教場とする。
- 1924年（大正13年）12月 - 校歌制定（芳賀矢一作詞・中田章作曲）。
- 1926年（大正15年） - 大島分教場が大島尋常小学校として分離。
- 1937年（昭和12年） - 小深浦分教場が宇須々木尋常小学校と合併し、咸陽尋常小学校（現・宿毛市立咸陽小学校）と改称。
- 1941年（昭和16年）4月 - 宿毛町宿毛国民学校に改称。
- 1947年（昭和22年）4月 - 宿毛町立宿毛小学校に改称。
- 1954年（昭和29年）3月 - 幡多郡宿毛町の市制施行に伴い、宿毛市立宿毛小学校に改称。
- 1975年（昭和50年） - 校旗制定。
- 2021年（令和3年） - 宿毛市立松田川小学校を統合[1]
- 2024年（令和6年） - 宿毛市立橋上小学校を統合[2]

## 周辺
- 宿毛市役所
- 宿毛郵便局
- 宿毛市立宿毛中学校

## アクセス
- 土佐くろしお鉄道 東宿毛駅から北へ600m
- 高知西南交通 学校前バス停下車